# Национален Дворец на Културата II (станція метро)
Национален Дворец на Културата II (болг. Национален дворец на културата II) — станція лінії М3 Софійського метрополітену. Пересадний вузол на станцію Национален Дворец на Културата лінії М2. Була відкрита 26 серпня 2020 року у складі першої пускової дільниці «Хаджі Димитар» — «Красне село» лінії М3.

## Опис
Станція розташована поруч з парком перед Національним палацом культури, на захід від рогу бул. «Вітоша» та бул. «Патріарх Євтимій». Станція є однією з трьох пересадних станцій Софійського метрополітену. Сполучення між станціями — «Национален Палац на Културата» та «Национален Палац на Културата II» здійснюється через існуючий підземний перехід під рогом бул. «Патріарх Євтимій» та бул. «Вітоша». Через проходження лінії М3 під тунелями лінії М2 глибина закладення станції становить 28 метрів (мілкого закладення), з них близько 25 метрів нижче рівня ґрунтових вод. Архітектор Фарід Пактіавал. Станція оздоблена трикутними білими панелями з еталбонду на одній зі стін і аналогічними, забарвленими у гірчичний колір декоративними панелями на іншій стіні. На західному проміжному рівні встановлено декоративне панно із зображенням обличчя болгарського поета-революціонера Христо Ботева. Автор панелі — професор доктор Боян Добрев. На станції встановлено прозорі автоматичні платформні ворота заввишки 1,6 м з нержавіючими окантовками і 40-сантиметровими смугами з гладкої нержавіючої сталі внизу.